# Christianshavn

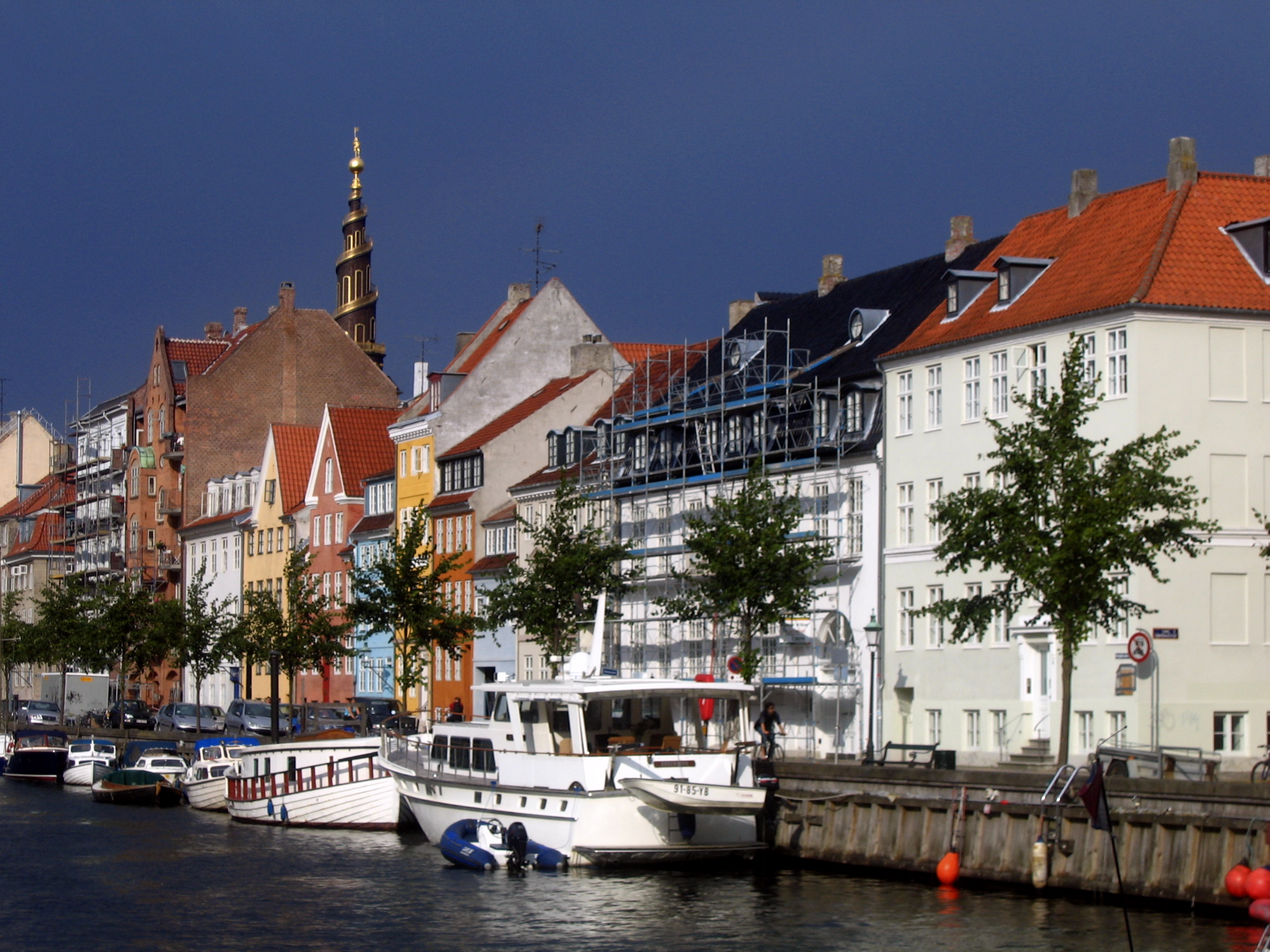
Das typische Kanalsystem von Christianshavn

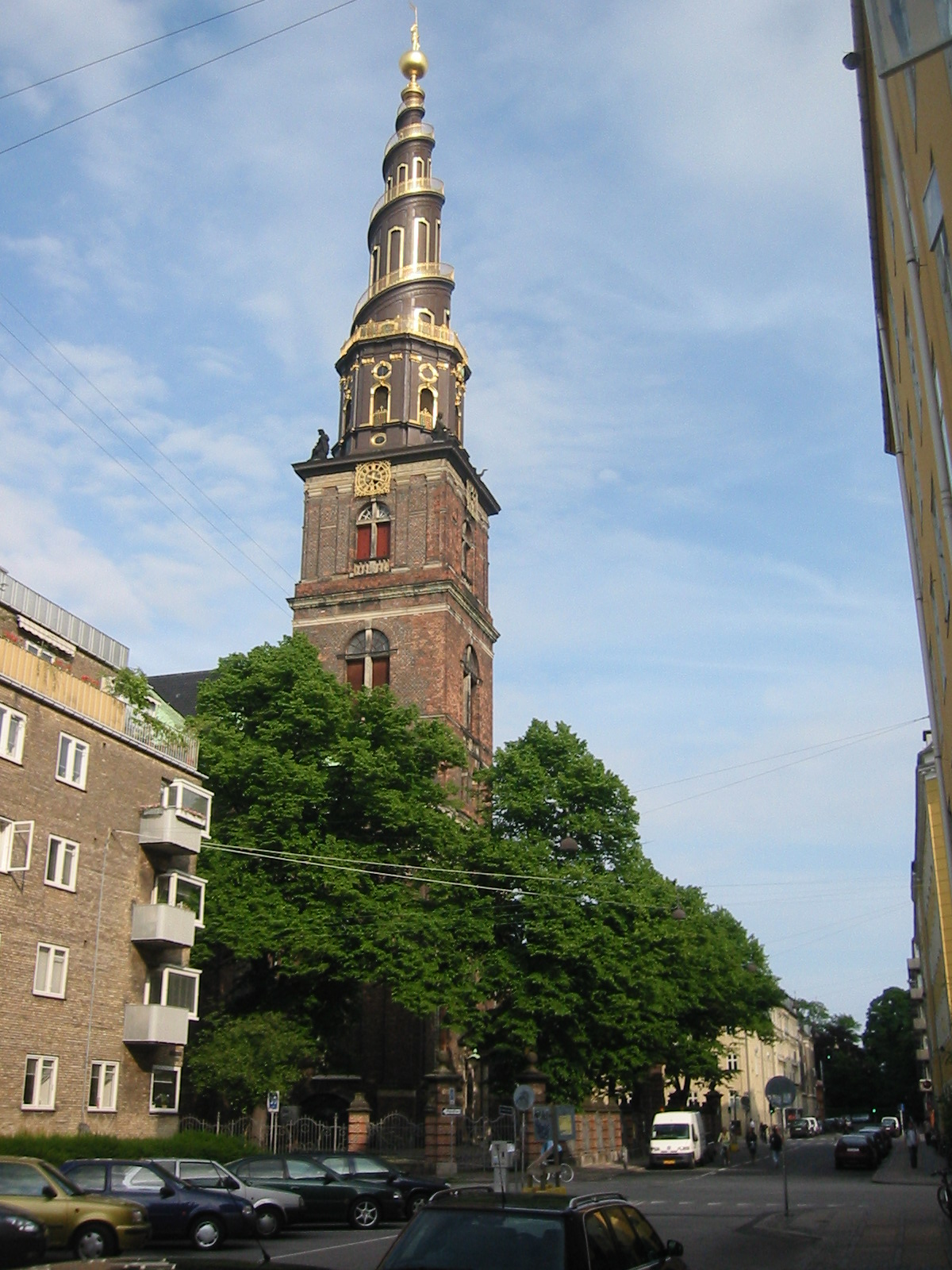
Vor Frelsers Kirke

Christianshavn ist ein Stadtviertel der dänischen Hauptstadt Kopenhagen. Es ist 3,43 km² groß und hat 10.140 Einwohner. Bis 2007 bildete es einen eigenen Verwaltungsbezirk, seitdem gehört es administrativ zum Stadtteil Indre By.
Der Stadtteil entstand im Jahr 1619 auf Initiative von König Christian IV., der Johan Sems eingeladen hatte, einen Entwurf zu machen. Christianshavn befindet sich auf einer künstlichen Insel südöstlich der Innenstadt. Bis heute ist das Kanalsystem aus dem 17. Jahrhundert intakt.
Im Westen liegt die Innenstadt. Sie ist von Christianshavn durch die Häfen Inderhavnen und Københavns Havn getrennt und mit ihm durch die Knippelsbro und seit 2016 durch die Inderhavnsbroen für Radfahrer und Fußgänger verbunden. Im Südosten befinden sich die Quartiere Vestamager, Sundbyvester und Sundbyøster, getrennt vom Stadtgraben (Stadsgraven). Im Norden und Osten liegt der Öresund (Ostsee).
Im Viertel befindet sich die selbsternannte Freistadt Christiania. Bekannt wurde Christianshavn auch als Schauplatz der Fernsehserie Oh, diese Mieter (dän.: Huset på Christianshavn; 1970–1977) und des zugehörigen Spielfilms Ballade på Christianshavn (1971).

## Sehenswürdigkeiten
- Die Christianskirche ist eine im Rokoko errichtete Kirche von 1759.
- Das Dansk Arkitektur Center ist ein dänisches Architekturzentrum, anfangs im Speicher Gammel Dok Pakhus, seit 2018 im BLOX Gebäude.
- Die Königliche Oper auf der Insel Holmen ist die 2004 fertiggestellte Nationaloper Dänemarks.
- Nordatlantens Brygge, Kulturzentrum der Färöer, Grönlands und Islands in einem ehemaligen Speicher von 1767
- Orlogsmuseet (Königlich Dänisches Marinemuseum) ist ein Marine- und Seefahrtsmuseum.
- Vor Frelsers Kirke (Erlöserkirche) wurde ab 1689 erbaut.
- 2015 wurde die Fußgängerbrücke Cirkelbroen eröffnet.

## Weblinks

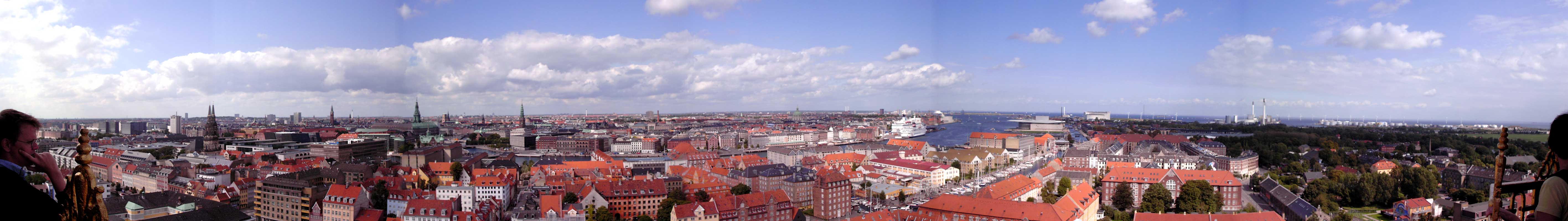
Panoramaansicht von Kopenhagen